# Rehenes
Rehenes is een Latijns-Amerikaanse documentaire uit 2017 over een gijzeldrama dat zich in 1996-1997 in Lima (Peru) afspeelde. De film werd geregisseerd door Federico Lemos.

## Inhoud
Op 17 december 1996 worden honderden hooggeplaatste diplomaten, overheids- en militaire functionarissen gegijzeld tijdens een officiële gelegenheid ter ere van de 63ste verjaardag van de Japanse keizer Akihito. De gijzelnemers zijn veertien leden van de Revolutionaire Beweging Tupac Amaru(MRTA), een Peruaanse radicale guerrillabeweging. De gijzeling zou uiteindelijk 126 dagen duren, waarin vele onderhandelingen en vrijlatingen van gijzelaars plaatsvonden. Ten slotte werd het leger ingezet om een definitief einde aan het gijzeldrama te maken.
Verschillende getuigen worden in de documentaire aan het woord gelaten.